# Dešná (ort i Tjeckien, Södra Böhmen)
Dešná är en ort i Tjeckien.   Den ligger i regionen Södra Böhmen, i den södra delen av landet, 150 km sydost om huvudstaden Prag. Dešná ligger 465 meter över havet och antalet invånare är 657.
Terrängen runt Dešná är platt.Runt Dešná är det ganska glesbefolkat, med 22 invånare per kvadratkilometer. Närmaste större samhälle är Jemnice, 7,1 km norr om Dešná. Trakten runt Dešná består till största delen av jordbruksmark.